# Tinfoil Hat Linux
Tinfoil Hat Linux was een Linuxdistributie die kon worden gezien als een van de veiligste Linuxdistributies. Het paste op een floppy en werd speciaal gemaakt voor computers waarop belangrijke informatie kon worden opgeslagen. De distributie had geen harde schijf nodig en maakte gebruik van RPM. Met de distributie werden programma's geleverd voor camerabewaking en het tegengaan van elektromagnetische straling. Zelfs het meekijken over de schouder van de gebruiker werd moeilijk gemaakt.
Tinfoil Hat Linux beschikte niet over een grafische gebruikersomgeving maar wel over een command-line-interface.

## Naam
Tinfoil Hat Linux ontleent zijn naam aan het karakter Foaly uit de boeken van Eoin Colfer, een centaur die bang is dat mensen zijn gedachten kunnen lezen en daarom altijd een aluminium muts op heeft.